# Asialeyrodes selangorensis
Asialeyrodes selangorensis là một loài côn trùng cánh nửa trong họ Aleyrodidae, phân họ Aleyrodinae.
Asialeyrodes selangorensis được Corbett miêu tả khoa học đầu tiên năm 1935.